# Supercoupe de Tanzanie de football
La Supercoupe de Tanzanie de football ou Tanzanian Community Shield (Ngao ya Jamii) est une compétition de football opposant le champion de Tanzanie au vainqueur de la coupe de Tanzanie.

## Palmarès

### Bilan par édition
| Année | Vainqueur         | Score                 | Finaliste         |
| ----- | ----------------- | --------------------- | ----------------- |
| 2001  | Young Africans FC | 2 - 1                 | Simba SC          |
| 2002  | Simba SC          | 4 - 1                 | Young Africans FC |
| 2003  | Simba SC          | 1 - 0                 | Mtibwa Sugar      |
| 2004  | Annulé            | Annulé                | Annulé            |
| 2005  | Simba SC          | 2 - 0                 | Young Africans FC |
| 2006  | Non joué          | Non joué              | Non joué          |
| 2007  | Non joué          | Non joué              | Non joué          |
| 2008  | Non joué          | Non joué              | Non joué          |
| 2009  | Mtibwa Sugar      | 2 - 0                 | Young Africans FC |
| 2010  | Young Africans FC | Match nul (3 - 1 tab) | Simba SC          |
| 2011  | Simba SC          | 2 - 0                 | Young Africans FC |
| 2012  | Simba SC          | 3 - 2                 | Azam FC           |
| 2013  | Young Africans FC | 1 - 0                 | Azam FC           |
| 2014  | Young Africans FC | 3 - 0                 | Azam FC           |
| 2015  | Young Africans FC | 0 - 0 (8 - 7 tab)     | Azam FC           |
| 2016  | Azam FC           | 2 - 2 (4 - 1 tab)     | Young Africans FC |
| 2017  | Simba SC          | 0 - 0 (5 - 4 tab)     | Young Africans FC |
| 2018  | Simba SC          | 2 - 1                 | Mtibwa Sugar      |
| 2019  | Simba SC          | 4 - 2                 | Azam FC           |
| 2020  | Simba SC          | 2 - 0                 | Namungo FC        |
| 2021  | Young Africans FC | 1 - 0                 | Simba SC          |
| 2022  | Young Africans FC | 2 - 1                 | Simba SC          |
| 2023  | Simba SC          | 0 - 0 (3 - 1 tab)     | Young Africans FC |
| 2024  | Young Africans FC | 4 - 1                 | Azam FC           |

### Bilan par club
| Club              | Victoire(s) | Défaite(s) | Édition(s) remportée(s)                                    |
| ----------------- | ----------- | ---------- | ---------------------------------------------------------- |
| Simba SC          | 10          | 4          | 2002, 2003, 2005, 2011, 2012, 2017, 2018, 2019, 2020, 2023 |
| Young Africans FC | 8           | 7          | 2001, 2010, 2013, 2014, 2015, 2021, 2022, 2024             |
| Azam FC           | 1           | 6          | 2016                                                       |
| Mtibwa Sugar      | 1           | 2          | 2009                                                       |
| Namungo FC        | 0           | 1          | -                                                          |